# Terremoto de Alhucemas de 2004
El terremoto de 2004 en Alhucemas ocurrió el 24 de febrero a las 02:27:47 hora local cerca de la costa del norte de Marruecos. El terremoto de deslizamiento midió 6.3 en la escala de magnitud de momento y tuvo una intensidad máxima percibida de IX (Violenta) en la escala de Mercalli. Entre 628 y 631 personas murieron, 926 resultaron heridas y hasta 15.000 personas quedaron sin hogar en el área de Alhucemas, Einzorén y Beni Abd-al-Lah .

## Terremoto

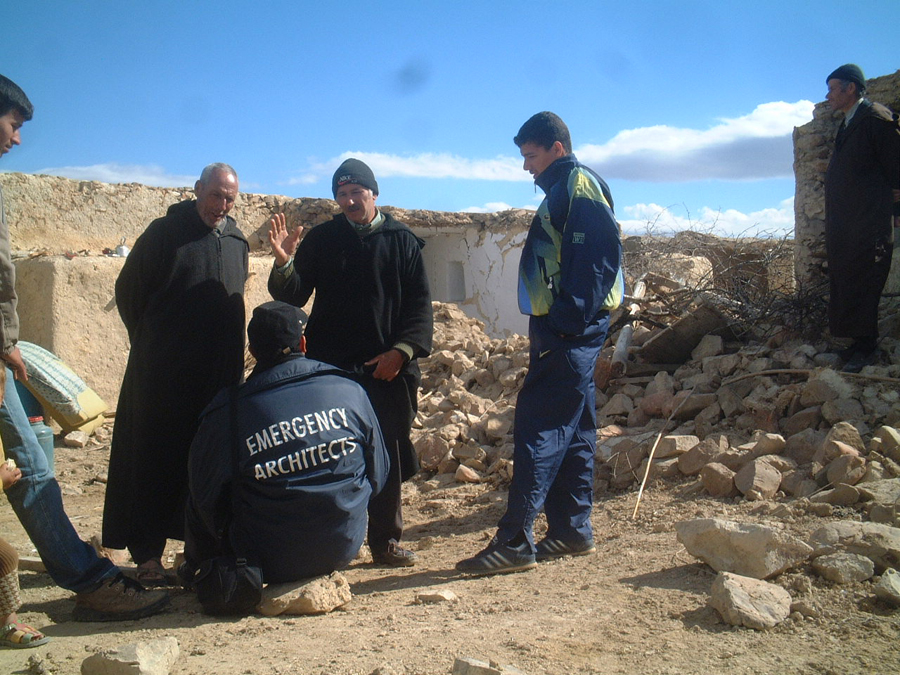
Edificios destruidos tras el terremoto.

El tensor de momento y el patrón de las grietas de la superficie indican una falla de deslizamiento lateral izquierdo en una falla de tendencia NE-SW.
Este terremoto ocurrió cerca del epicentro del terremoto de magnitud 6.0 de Alhucemas del 26 de mayo de 1994, que hirió a una persona y causó daños importantes a las construcciones de adobe.

### Daño
Se observaron grietas en el suelo y deslizamientos de tierra entre Axdir y Beni Abd-al-Lah y se registró una aceleración máxima máxima del suelo de 0,24 g cerca de Einzorén.

### Réplicas
Varias réplicas mataron al menos a tres personas y destruyeron edificios previamente debilitados. Este terremoto ocurrió cerca del extremo oriental del cinturón montañoso del Rif, que es parte del límite difuso entre las placas africana y euroasiática.

## Otras lecturas
- Akoglu, A. M.; Cakir, Z.; Meghraoui, M.; Belabbes, S.; El Alami, S. O.; Ergintav, S.; Akyüz, H. Serdar (2006), «The 1994–2004 Al Hoceima (Morocco) earthquake sequence: Conjugate fault ruptures deduced from InSAR», Earth and Planetary Science Letters 252 (3–4): 467-480, Bibcode:2006E&PSL.252..467A, doi:10.1016/j.epsl.2006.10.010.
- Cakir, Z.; Meghraoui, M.; Akoglu, A. M.; Jabour, N.; Belabbes, S.; Ait-Brahim, L. (2006), «Surface Deformation Associated with the Mw 6.4, 24 February 2004 Al Hoceima, Morocco, Earthquake Deduced from InSAR: Implications for the Active Tectonics along North Africa», Bulletin of the Seismological Society of America 96 (1): 59-68, Bibcode:2006BuSSA..96...59C, doi:10.1785/0120050108, archivado desde el original el 7 de julio de 2014, consultado el 9 de junio de 2021.
- Stich, D.; de Lis Mancilla, F.; Baumont, D.; Morales, J. (2005), «Source analysis of the Mw 6.3 2004 Al Hoceima earthquake (Morocco) using regional apparent source time functions», Journal of Geophysical Research 110 (B06306): 1-13, Bibcode:2005JGRB..110.6306S, doi:10.1029/2004jb003366, archivado desde el original el 29 de octubre de 2013, consultado el 28 de octubre de 2013.
- Telesca, L.; Rouai, M.; Cherkaoui, T. E. (2009), «Time-clustering behavior in the sequence of the aftershocks of the Al-Hoceima (Morocco) 24 February 2004 earthquake», Natural Hazards and Earth System Sciences 9 (6): 2063-2066, doi:10.5194/nhess-9-2063-2009.